# جوهرة النيل
جوهرة النيل (بالإنجليزية:The Jewel of the Nile) ، هي فيلم أمريكي من نوع الحركة والمغامرة، وتنطق بالإنجليزية : ذا جويل أف ذا نايل، أنتجت سنة 1985م .

## قصة
تبدأ القصة حول لقاء بين كاثرين تورنر وبين زعيم العصابات يدعى عامر، وقام عامر بحبسها في المنزل بأرض مصر، ويقرر بطل الفيلم تحرير المرأة الشقراء من الزعيم عامر .

## وصلات خارجية
- جوهرة النيل على موقع IMDb (الإنجليزية)
- جوهرة النيل على موقع ميتاكريتيك (الإنجليزية)
- جوهرة النيل على موقع روتن توميتوز (الإنجليزية)
- جوهرة النيل على موقع نتفليكس (الإنجليزية)
- جوهرة النيل على موقع قاعدة بيانات الأفلام العربية
- جوهرة النيل على موقع ألو سيني (الفرنسية)
- جوهرة النيل على موقع Turner Classic Movies (الإنجليزية)
- جوهرة النيل على موقع أول موفي (الإنجليزية)
- جوهرة النيل على موقع بوكس أوفيس موجو (الإنجليزية)
- جوهرة النيل على موقع فيلمافينيتي (الإسبانية)

1. ↑  Australian Classification ID: jewel-nile-0.
2. ↑  وصلة مرجع: http://stopklatka.pl/film/klejnot-nilu. الوصول: 15 أبريل 2016.
3. ↑  وصلة مرجع: http://www.imdb.com/title/tt0089370/. الوصول: 15 أبريل 2016.